# 호세아
호세아(재위 기원전 732년경-722년경)는 북이스라엘 왕국의 19번째이자 마지막 왕(또는 꼭두각시 왕)이자 엘라의 아들이었다(이스라엘 왕 엘라와는 다른 인물). 윌리엄 F. 올브라이트는 그의 통치 기간을 기원전 732년부터 721년까지로 보았고, E. R. 틸레는 기원전 732년부터 723년까지로 보았다.
이스라엘의 베가 왕의 신뢰받는 조언자이자 동반자였던 호세아는 격동의 시기에 권력을 장악했다. 아시리아 제국이 이스라엘의 동쪽 영토를 침략하면서, 베가의 왕권은 흔들리기 시작했다.
기회를 감지한 호세아는 자신의 주군을 상대로 음모를 꾸몄다. 베가 통치 20년째에 호세아는 아시리아인들과 동방 민족들과의 전투 중에 베가 왕을 암살했다.
아시리아 왕 티글라트-필레세르 3세는 이스라엘의 약해진 틈을 타 호세아를 새로운 왕으로 세웠다. 그러나 호세아의 통치는 짧았고, 그는 곧 아시리아인들의 자비에 의존하게 되었다.
호세아는 아시리아 제국에 조공을 바쳤음에도 불구하고, 자신의 독립을 주장하기 위해 결국 조공 납부를 중단했다. 이 결정은 재앙으로 판명되었다. 아시리아 왕 샬마네세르 5세는 이스라엘의 수도인 사마리아를 포위했고, 3년 간의 포위 끝에 기원전 722년에 도시가 함락되었다.
아시리아인들은 그 후 많은 이스라엘 사람들을 제국의 다른 지역으로 이주시켰고, 이는 이스라엘 왕국의 종말을 알렸다. 호세아의 반란은 결국 그의 왕국의 몰락으로 이어졌다.

## 통치

### 즉위
아시리아 기록은 그가 어떻게 왕이 되었는지에 대한 성경의 기록을 확인한다. 아하즈 치하에서 유다는 아시리아의 티글라트-필레세르 3세에게 충성을 바쳤는데, 이는 베가 치하의 북이스라엘 왕국이 아람-다마스쿠스의 르신과 동맹을 맺고 유다 왕을 아시리아에 대한 공동 행동에 강요하려 했기 때문이었다. 베가의 군대 지휘관이었던 호세아는 사마리아의 아시리아 세력을 이끌고 베가를 암살했으며, 티글라트-필레세르는 호세아에게 (여기서는 북이스라엘 왕국 전체를 지칭하는 이름으로 사용된) 에브라임의 왕으로 삼아 보상했다. 에브라임은 더 작은 규모로 축소되었다. 티글라트-필레세르 3세의 연대가 불분명한 한 비문에는 그의 전임자가 전복된 후 호세아를 왕으로 세웠다고 자랑하고 있다:
 이스라엘 (문자적으로 : "옴리 가문" Bit-Humria)… 그들의 왕 베가(Pa-qa-ha)를 전복시켰고 나는 호세아(A-ú -si')를 그들의 왕으로 세웠다. 나는 그들로부터 10 달란트의 금과 1,000(?) 달란트의 은을 그들의 조공으로 받았고 그들을 아시리아로 데려왔다.

호세아에게 부과된 조공액은 성경에 명시되어 있지 않지만, 약 10년 전(기원전 743년 또는 742년)의 므나헴은 "왕권을 강화"하기 위해 티글라트-필레세르에게 1,000 달란트의 은을 지불해야 했다(열왕기하 15:19). 이는 분명히 므나헴의 라이벌이었던 베가에 대항하기 위함이었다.
티글라트-필레세르가 왕위에 있는 동안 호세아는 충성스러웠지만, 샬마네세르 5세가 즉위하자 호세아는 독립을 되찾으려 노력했고 이집트의 왕 소와 협상에 들어갔다. 아마도 이집트의 유리한 약속에 속아 호세아는 조공 지불을 중단했다. 빈클러는 티레도 참여했던 이 반아시리아 운동에서 아랍 상업 국가들이 아랍-인도 무역에서 아시리아를 배제하기 위한 마지막 노력을 했다고 주장한다. 이 무역에서는 지중해 항구의 소유가 매우 중요했다.
샬마네세르는 이를 곧 반역으로 해석하고 군대를 사마리아로 진격시켰다. 아시리아의 에포님 연대기는 샬마네세르가 기원전 727년, 726년, 725년에 (이름이 빠진) 어떤 곳 "대항하여" 원정을 벌였음을 보여주며, 빠진 이름이 사마리아였다고 추정된다. 바빌로니아 연대기에는 샬마네세르가 샤마라인(사마리아) 도시를 황폐화시켰다고 기록되어 있다. 사르곤 2세가 그의 통치 후반기에 자신이 사마리아를 정복했다고 주장했음에도 불구하고, 사마리아를 처음 점령한 사람이 사르곤 2세가 아니라 샬마네세르였다는 추가 증거는 타드모르에 의해 제시되었다. 타드모르는 사르곤이 통치 첫 2년(기원전 722년, 721년) 동안 서방에서 군사 작전을 벌이지 않았음을 보여주었다. 따라서 성경이 기록한 3년 간의 포위(열왕기하 17:5) 이후 사마리아가 함락될 수 있는 마지막 날짜는 기원전 722년이며, 가장 이른 날짜는 기원전 724년이다.

### 통치 종료
이집트의 지원 부족에 실망한 호세아는 조공 납부를 재개하여 재난을 막으려 했을 가능성이 있지만, 불신을 받아 싸움을 강요당하고 전투에서 포로로 잡혔을 것이다. 통치자를 잃었음에도 수도는 효과적인 방어를 했다. 그러나 아시리아인들은 3년 간의 포위 끝에 사마리아를 점령했다. 샬마네세르 5세는 도시 함락 직후 사망했고, 사르곤 2세의 계승을 확실히 하기 위해 아시리아 군대는 소환되었다. 수년 동안 왕 없이 아시리아인들에게 저항했던 이스라엘 땅은 다시 반란을 일으켰다. 사르곤 2세는 기원전 720년에 아시리아 군대를 이끌고 돌아와 왕국을 정복하고 시민들을 유프라테스강 너머로 이주시켰다(사르곤 2세의 비문에 따르면 약 27,290명). 그리고 바빌론, 쿠타, 아바, 하마, 스파르바임 출신 사람들을 그 자리에 정착시켰다(열왕기하 17:6, 24). 열왕기에 따르면, 이 파괴는 "이스라엘 자손이 주님께 죄를 지었기 때문"에 일어났다(열왕기하 17:7–24). 이스라엘 왕국이 끝난 후 호세아에게 무슨 일이 일어났는지, 그리고 사르곤 2세에게 붙잡힌 후 언제 어디서 죽었는지는 알려지지 않았다. 랍비들은 호세아에 대한 설명인 "그가 주님의 눈에 악한 일을 행했지만, 그 이전의 이스라엘 왕들과 같지는 않았다"를 다음과 같이 설명한다. 그는 수백 년 동안 예루살렘으로 가는 길을 막았던 봉쇄를 해제하여, 이스라엘 사람들이 성전에서 하느님을 섬기거나 계속 우상 숭배를 할 수 있는 선택권을 마침내 주었기 때문이다. 그럼에도 불구하고, 경비병들이 제거되었음에도 불구하고 유대인들은 우상 숭배를 계속했고 예루살렘의 성전으로 올라가지 않았다. 이 일은 사마리아가 함락되기 3년 전에 일어났다.

## 호세아 종의 인장
1990년대 중반, 출처가 불분명한 불라가 골동품 시장에 나타났다. 이 인장은 앙드레 르메르가 고문서학적 근거로 기원전 8세기 후반으로 연대를 추정했으며, 비문에는 "호세아의 종 압디의 소유"라고 쓰여 있다. 만약 진품이라면, 이는 현재까지 발견된 이스라엘 비문에서 호세아의 유일한 고고학적 증명일 수 있다.